# 韓昇洙
韓昇洙（：／ Han Seung-Soo，1936年12月28日—），韓國外交官、政治人物，出生於江原道春川市，曾任聯合國大會第56任主席（2001年－2002年）。
2008年1月下旬，他由韓國總統李明博提名為韓國國務總理，2008年2月29日國會通過其同意案。

## 生平
韓昇洙出生於1936年江原道的春川，1960年，他自延世大學畢業後，於國立漢城大學及英國的約克大學進修碩士與博士學位，後於國立漢城大學、英國的劍橋大學及約克大學擔任教職近20年；期間在1985年到1986年於美國哈佛大學經濟系出任客座教授。並歷任委內瑞拉政府、約旦政府和世界銀行的財務顧問，也在國際舞台上知道了很多的經驗。

## 政治生涯
1979年10月，時任總統的朴正熙被暗殺身亡，同年12月，國軍保安司令全斗煥發動肅軍政變，掌握了實權；隔年8月，全斗煥逼退了崔圭夏，繼任總統，並發布戒嚴令，成立了國家保衛非常對策委員会，任命韓昇洙為該委員會的成員，1987年，韓昇洙就任韓國商工部的首位貿易委員長。
1988年，韓昇洙首次當選為大韓民國國會議員，並成為商工部部長（1988年－1990年），1993年至1994年，韓昇洙擔任駐美大使，後擔任金泳三的總統秘書室長，任期一年（1994年－1995年）；1996年4月，他當選為第15屆國會議員，1996年8月至1997年3月，他擔任韓國的经济副总理兼財政經濟院院長，2000年4月，他當選連任國會議員。
2001年3月，韓昇洙經任命成為外交通商部部長，同年9月，他當選第56屆聯合國大會的主席，隔年2月離職；他在任內獲得了諾貝爾和平獎。2005年，他被出任2014年平昌冬季奧運會籌備委員會委員長，2007年5月：他由聯合國秘書長潘基文任命為聯合國氣候變化問題特使。
2007年12月，大國家黨的李明博當選韓國總統，隔年1月下旬，李明博提名他為韓國總理，2008年2月29日，國會通過其同意案。由於處理來自美國進口牛肉的問題，韓昇洙和他的內閣在2008年6月向李明博提出辭呈，而李明博僅對內閣進行小幅改組，但留下韓昇洙和他的大部分的內閣成員。

## 學歷
- 1955年：春川高等學校（춘천고등학교）畢業
- 1960年：延世大學（연세대학교）政治外交學學士
- 1963年：國立漢城大學（서울대학교）行政大學院行政學碩士
- 1968年：英國約克大學經濟學博士
- 1997年：約克大學名譽博士
- 1998年：國立江原大學法學名譽博士
- 2002年：延世大學政治學名譽博士

## 簡歷

### 學術
- 1965年至1968年：英國約克大學經濟系教授
- 1968年至1970年：英國劍橋大學經濟系教授
- 1971年至1988年：國立漢城大學經濟系經濟學教授
  - 1971年至1988年於國立漢城大學擔任經濟學系教授，期間在1985年8月到1986年8月的一年間於美國哈佛大學經濟學系出任客座教授。

### 政治與外交生涯
- 第五共和國（全斗煥政府）
  - 1980年：國家保衛非常對策委員会委員。
  - 1987年：商工部貿易委員長。
- 第六共和國（盧泰愚政府）
  - 1988年：首度當選成為第13屆國會議員，並成為商工部部長至1990年。
- 文民政府（金泳三政府）
  - 1993年4月至1994年12月：擔任韓國駐美國大使館大使。
  - 1994年至1995年：擔任韓國總統金泳三的秘書室長。
  - 1996年8月至1997年3月：擔任经济副总理兼財政經濟院院長。
  - 1996年至2000年：第15屆國會議員（選區：春川甲，屬新韓國黨→大國家黨→民主國民黨）。
- 國民政府（金大中政府）
  - 1998年：大國家黨經濟政策委員會委員長。
  - 2000年至2004年：第16屆國會議員（春川選區，屬民主國民黨→無黨→大國家黨）
  - 2001年4月至2002年：任命為外交通商部部長。
  - 2001年9月至2002年9月：當選第56任聯合國大會主席。期間於2001年12月10日代表聯合國，獲挪威國王哈拉爾五世親自頒贈的諾貝爾和平獎。
  - 2002年：在聯合國的任期結束後，辭去了聯大主席與外長職位，重新進入政壇，再度當選進入國會。
  - 2002年11月至2002年12月：擔任李會昌總統競選辦公室外交事務負責人。
- 參與政府（盧武鉉政府）
  - 2004年：春川文化財團理事長。
  - 2005年：2014年平昌冬季奧運會籌備委員會委員長。
  - 2006至2008年：延世大學董事會董事。
  - 2007年5月：由聯合國秘書長潘基文任命為聯合國秘書長氣候變遷特使[3]。
- 李明博政府
  - 2008年至2009年：國務總理

## 家庭
他與妻子有一子一女，
- 妻子：洪昭子（홍소자，1939年10月7日出生）
- 兒子：韓相儁（한상준，1972年1月28日出生）
- 女兒：韓相恩（한상은，1974年1月8日出生）

## 外部連結
- （英文）聯合國大會第56任主席介紹 （页面存档备份，存于）